# Нагольная (приток Большой)
Наго́льная — река в Ростовской области России, левый приток Большой (бассейн Дона). Длина — 67 км, площадь бассейна — 741 км².
В среднем течении земляная плотина с водосбросными шлюзами и водохранилище. В нижнем течении большое количество стариц.
Код в государственном водном реестре — 05010400612107000014408.

## Притоки
- 12 км: река Таловая (балка Таловка)